# پرام، اتریش
پرام (به آلمانی: Pram) یک منطقهٔ مسکونی در اتریش است که در ناحیه گرایسکیرچن واقع شده‌است. پرام ۲۰٫۳ کیلومتر مربع مساحت دارد ۴۳۵ متر بالاتر از سطح دریا واقع شده‌است.